# Феодора Саксен-Майнінгенська (1890—1972)
Феодора Саксен-Майнінгенська (нім. Feodora von Sachsen-Meiningen), повне ім'я Феодора Карола Шарлотта Марія Адельгейда Августа Матильда Саксен-Майнінгенська (нім. Feodora Karola Charlotte Marie Adelheid Auguste Mathilde von Sachsen-Meiningen), 29 травня 1890 — 12 березня 1972) — принцеса Саксен-Майнінгенська, донька принца Саксен-Майнінгенського Фрідріха та графині Адельгейди Ліппе-Бістерфельдської, дружина великого герцога Саксен-Веймар-Айзенаського Вільгельма Ернста.

## Біографія
Феодора народилася 29 травня 1890 року у Ганновері. Вона стала первістком в родині принца Саксен-Майнінгенського Фрідріха та його дружини  Адельгейди Ліппе-Бістерфельдської, з'явившись на світ наступного року після їхнього весілля. Згодом сім'я поповнилася молодшими дітьмиː Адельгейдою, Георгом, Ернстом, Луїзою та Бернхардом.
Країною в цей час правив їхній дід Георг II. Під час літнього візиту Феодори до Гірського парку Вільгельма, імператор Вільгельм II організував її заручини із овдовілим великим герцогом Саксен-Веймар-Айзенаським Вільгельмом Ернстом, який в той час служив у прусських артилерійських військах.
У 19 років Феодора взяла шлюб із 33-річним великим герцогом. Весілля відбулося 4 січня 1910 у Майнінгені. З приводу весілля була випущена срібна монета номіналом у три марки, яка була законним платіжним засобом.
Імператор Вільгельм II на церемонії присутнім не був. Багато хто пов'язував це з тим, що Георг II перебував у морганатичному шлюбі з акторкою. Бойкотом Вільгельма II так дивувалися, що зрештою імператорський палац оприлюднив офіційну заяву, що його просто не було запрошено.

У подружжя народилося четверо дітей. Шлюб Феодори не був щасливим. Айзенаський двір мав з німецьких найсуворіший етикет. Велика герцогиня була невдоволеною такою обстановкою і, заснувавши санаторій для одужуючих після корі та скарлатини, подовгу там залишилася. Багато хто розглядав її поведінку як втечу.

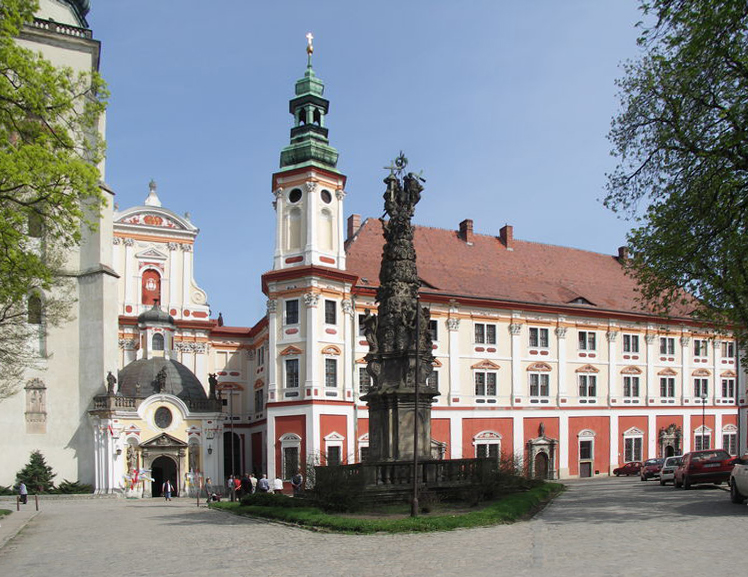
Замок Гайнрігау

Велика герцогиня була також патроном «Патріотичного інституту жіночих асоціацій». Пізніше стала керівником Центрального ради жіночих асоціацій Червоного Хреста у Саксен-Веймарі. Середні та низькі класи герцогства дуже симпатизували правительці через її красу та доброту до бідних та знедолених.
9 листопада 1918 року в ході Листопадової революції її чоловік зрікся престолу. Після цього вся родина виїхала до Силезії, де оселилася у старому замку Гайнрігау. Там народився молодший син пари — Георг. За два роки після цього Вільгельм Ернст пішов з життя ще у досить молодому віці.
Феодора пережила чоловіка майже на півстоліття. Вона померла 12 березня 1972 року у Фрайбурзі. Була похована на цвинтарі Бад-Кроцінгену. Могила до нашого часу не збереглася.

## Титули
- 29 травня 1890—21 січня 1910 — Її Світлість Принцеса Феодора Саксен-Майнінгенська;
- 21 січня 1910—9 листопада 1918 — Її Королівська Високість Велика Герцогиня Саксен-Веймар-Айзенаська;
- 9 листопада 1918—24 квітня 1923 — Її Королівська Високість Велика Герцогиня Саксен-Веймар-Айзенаська (титулярно);
- 24 квітня 1923—12 березня 1972 — Її Королівська Високість Вдовіюча Велика Герцогиня Саксен-Веймар-Айзенаська (титулярно).